# Moorilla Hobart International 2013
Moorilla Hobart International 2013 - жіночий тенісний турнір, який проходив на хардових кортах Міжнародного тенісного центру в місті Гобарті (Австралія) з 6 по 12 січня 2013 року, в рамках туру WTA 2013. Це було 20-те за ліком подібне змагання.

## Учасниці основної сітки в одиночному розряді

### Сіяні гравчині
| Країна            | Гравчиня               | Рейтинг1 | посіяний |
| ----------------- | ---------------------- | -------- | -------- |
| Китайський Тайбей | Сє Шувей               | 25       | 1        |
| Румунія           | Сорана Кирстя          | 27       | 2        |
| Чехія             | Клара Закопалова       | 28       | 3        |
| Казахстан         | Ярослава Шведова       | 29       | 4        |
| Іспанія           | Карла Суарес Наварро   | 34       | 5        |
| Італія            | Франческа Ск'явоне     | 35       | 6        |
| Росія             | Анастасія Павлюченкова | 36       | 7        |
| USA               | Слоун Стівенс          | 38       | 8        |
| Німеччина         | Мона Бартель           | 39       | 9        |

- 1 Рейтинг станом на 31 грудня 2012.

### Інші учасниці
Нижче наведено учасниць, які отримали вайлдкард на участь в основній сітці:
- Ешлі Барті
- Бояна Бобушич
- Ярміла Ґайдошова

Нижче наведено гравчинь, які пробились в основну сітку через стадію кваліфікації:
- Лара Арруабаррена Вечіно
- Лорен Девіс
- Сільвія Солер-Еспіноса
- Менді Мінелла

Як щасливі лузери в основну сітку потрапили такі гравчині:
- Ніна Братчикова
- Марія Тереса Торро Флор

### Відмовились від участі
До початку турніру
- Петра Цетковська
- Анабель Медіна Гаррігес (травма живота)
- Анастасія Павлюченкова (травма лівого кульшового суглобу)
- Гезер Вотсон (травма ліктя)

## Учасниці основної сітки в парному розряді

### Сіяні гравчині
| Країна    | Гравчиня                | Країна     | Гравчиня          | Рейтинг1 | посіяний |
| --------- | ----------------------- | ---------- | ----------------- | -------- | -------- |
| Іспанія   | Анабель Медіна Гаррігес | Казахстан  | Ярослава Шведова  | 50       | 1        |
| Австралія | Ярміла Ґайдошова        | Чехія      | Клара Закопалова  | 116      | 2        |
| Росія     | Ніна Братчикова         | Словаччина | Жанетта Гусарова  | 123      | 3        |
| Латвія    | Ліга Декмеєре           | USA        | Меган Мултон-Леві | 157      | 4        |

- 1 Рейтинг станом на 31 грудня 2012.

### Інші учасники
Нижче наведено пари, які отримали вайлдкард на участь в основній сітці:
- Ванесса Добсон /  Кароліна Влодарчак
- Алісса Гібберд /  Джоанна Сміт

### Відмовились від участі
До початку турніру
- Анабель Медіна Гаррігес (травма живота)

Під час турніру
- Клара Закопалова (травма гомілковостопного суглобу)

## Переможниці та фіналістки

### Одиночний розряд
- Олена Весніна —  Мона Бартель, 6–3, 6–4

### Парний розряд
- Гарбінє Мугуруса /  Марія Тереса Торро Флор —  Тімеа Бабош /  Менді Мінелла, 6–3, 7–6(7–5).